# گرانت (آلاباما)
گرانت (به انگلیسی: Grant) شهری در شهرستان مارشال ایالت آلاباما است که مساحت آن ۴٫۶۳ کیلومتر مربع است و در سرشماری سال ۲۰۱۰ میلادی، ۸۹۶ نفر جمعیت داشته و تراکم جمعیتی آن، ۱۹۳٫۵۲ نفر در هر کیلومتر مربع بوده است.